# Весекс
Весекс (енгл. Wessex) је било једно од седам краљевстава англосаксонске хептархије, које се налазило на југозападу данашње Енглеске. Постојало је од VI до X века, када је ушло у састав јединствене Енглеске државе. У периоду од 1016. до 1066. био је грофовија у саставу Енглеске. Након норманског освајања Енглеске укинут је англосаксонски систем поделе на грофовије, а Весекс је раздељен међу норманским великашима.